# Аканфілліда
Аканфіллі́да — персонаж давньогрецької міфології, дочка Автоноя, сестра Аканфа, Схойнея, Анфа і Еродія.
Одного разу кобилиці, яких випасав брат Аканфілліди Еродій, розшматували іншого брата Анфа. Батько його, Автоной, не прийшов на допомогу Анфу, а його дружина Гіпподамія не змогла дати раду з кобилицями і теж загинула. Зевс разом з Аполлоном проявили милість через жаль, перетворили усю сім'ю Автоноя на різних птахів.